# لابان لاسي رايس
لابان لاسي رايس (بالإنجليزية: Laban Lacy Rice)‏ هو كاتب أمريكي، ولد في 14 أكتوبر 1870، وتوفي في 13 فبراير 1973.